# Carl Wilhelm Hilchenbach

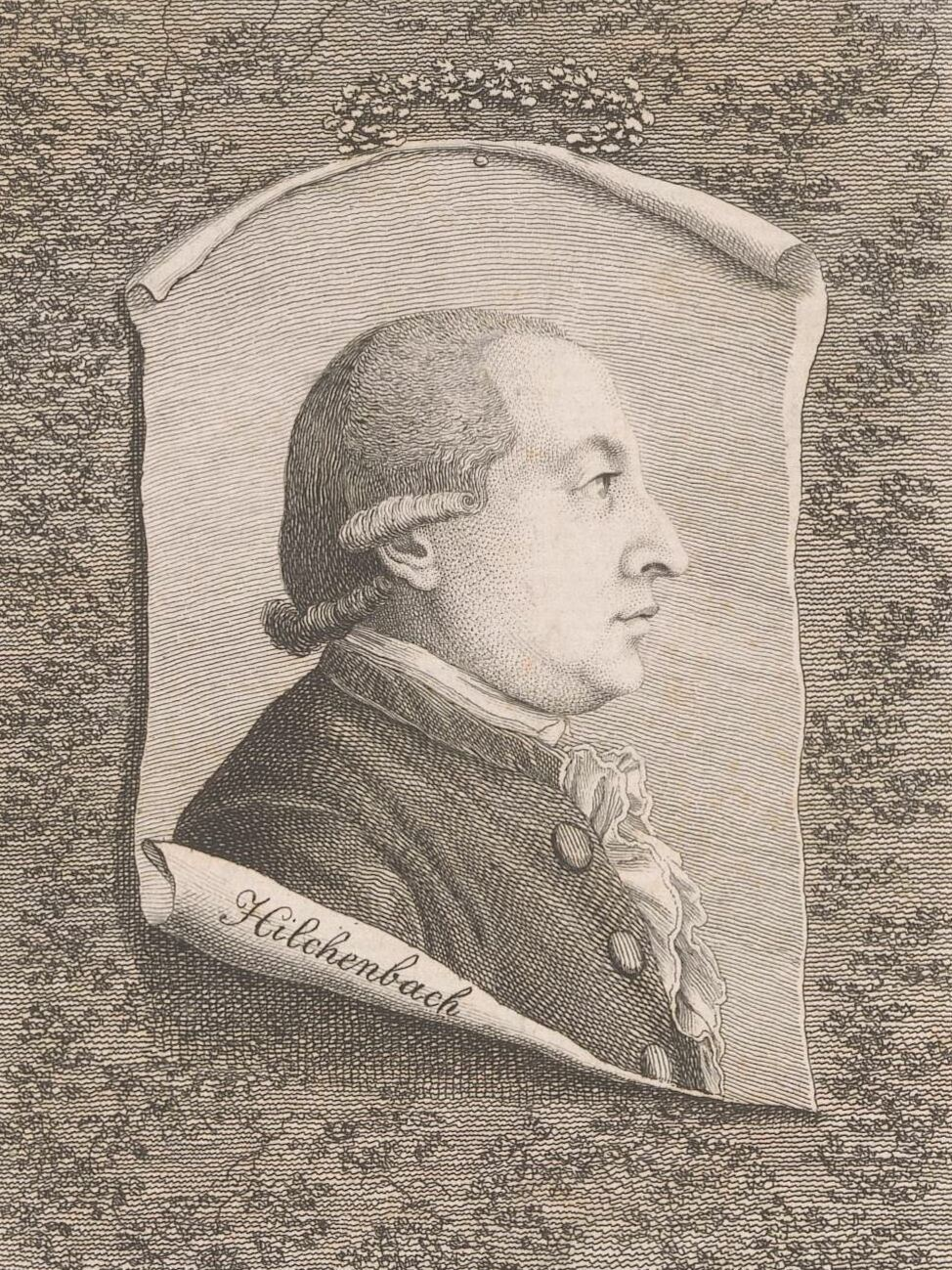
Carl Wilhelm Hilchenbach, porträtiert von Paul Malvieux

Karl (Carl) Wilhelm Hilchenbach (* 19. April 1749 in Frankfurt am Main; † 13. April 1816 in Wien) war ein reformierter Theologe, dessen Gottesdienst am 25. Dezember 1784 als Gründungstag der reformierten Gemeinde Wien angesehen wird.

## Leben und Wirken
Carl Wilhelm Hilchenbach studierte in Marburg und Göttingen evangelische Theologie. Ab 1772 war er Vertreter des holländischen Gesandtschaftspredigers in Wien, später Gesandtschaftsprediger. Nach Erlass des Toleranzpatents 1781 durch Joseph II. wurde er erster Pfarrer der evangelischen Gemeinde H.B. in Wien.

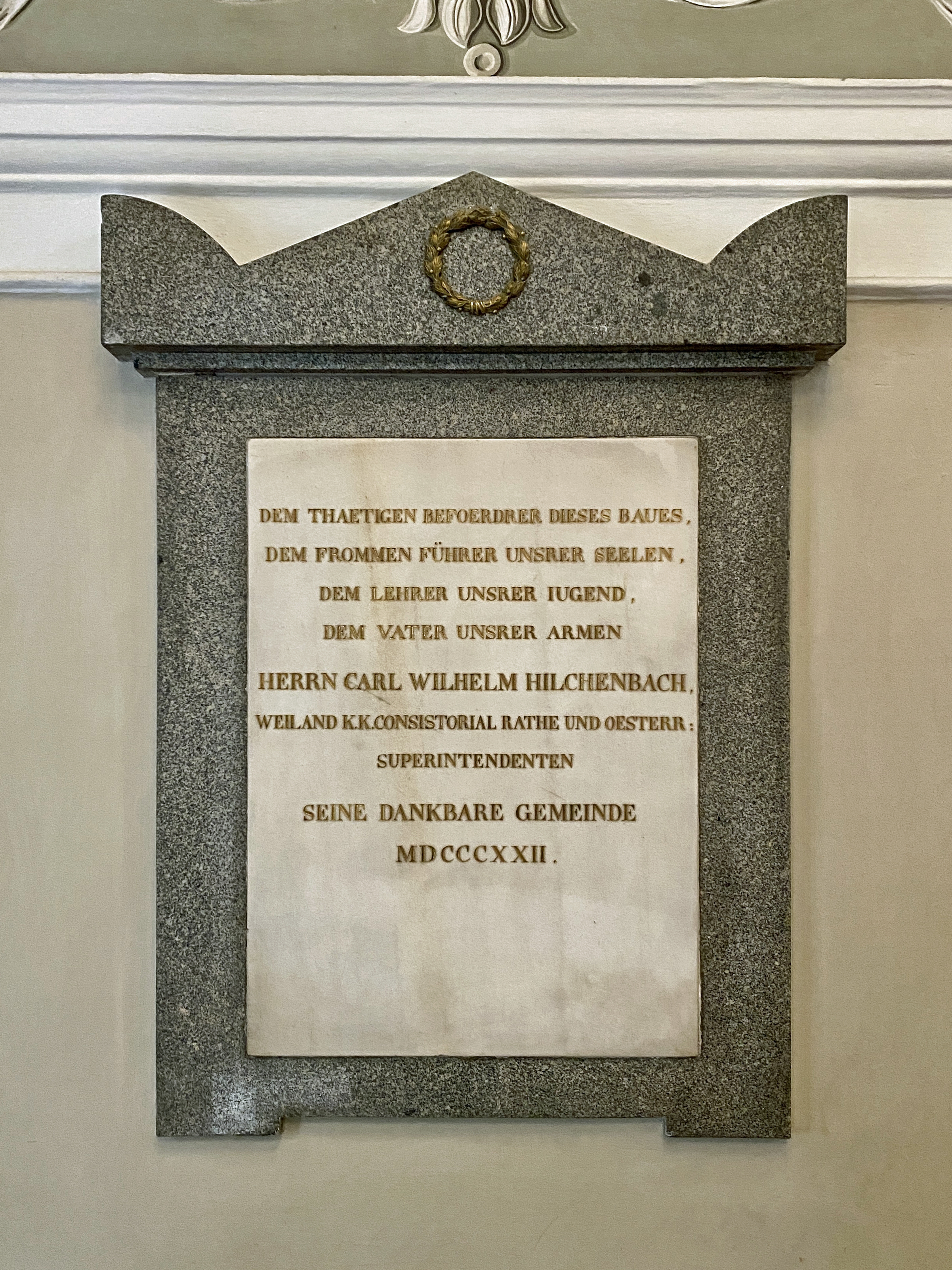
Hilchenbach-Gedenktafel in der Reformierten Stadtkirche in Wien

Am 23. März 1782, einen Tag nachdem Papst Pius VI. Wien besucht hatte, kaufte die evangelische Gemeinde eine Parzelle an der Ecke Dorotheergasse/Stallburggasse, wenige Tage später wurde mit dem Bau eines Bethauses begonnen. Am 25. Dezember 1784 wurde schließlich mit einer von Hilchenbach vorgetragenen Predigt der erste Gottesdienst in diesem Bethaus abgehalten. Dieser Tag gilt seither als der eigentliche Gründungstag der evangelischen Gemeinde in Wien.
Hilchenbach heiratete 1785 die Hugenottin Amalie Malvieux. Die Trauung nahm sein lutherischer Amtskollege Johann Georg Fock vor. 1786 wurde Hilchenbach geistlicher Consistorialrat des evangelischen Konsistoriums für die Belange der evangelischen Kirche H.B. Im Jahr 1794 war er Mitbegründer der evangelischen Schule in Wien. 1804 wurde er Beisitzer der Wohltätigkeits-Hofkommission. Er war Mitbegründer und Förderer der ersten Lesegesellschaft in Wien. Für den Bau der Reformierten Kirche in Wien unternahm er mehrere Kollektenreisen nach Holland. Er war Mitglied der Wiener Freimaurerlogen Zur wahren Eintracht und Zur Wahrheit.